# 中尾翔太
中尾 翔太（なかお しょうた、1996年4月23日 - 2018年7月6日）は、日本のダンサー。FANTASTICS from EXILE TRIBEのメンバー。愛知県出身。血液型B型。愛称は、しょたまん。

## 略歴
母の勧めで3歳からダンスを始め、小学4年からKRUMPを始めた。
EXPG名古屋校に特待生として通う。
2013年、日本テレビ『24時間テレビ』の高校生ダンス甲子園で優勝する。
2014年、「EXILE PERFORMER BATTLE AUDITION」を受けるが落選。
2016年12月29日、FANTASTICSとして始動。
2017年の年末から体調不良が続き、医療機関で精密検査を受けたところ、若年性の胃がんであることが発覚。同年12月20日の『スッキリ』への生出演が最後の仕事となった。
2018年3月3日に病気を公表し、活動休止を発表。治療に専念していたが、同年7月8日に所属事務所が6日午前7時23分に都内の病院で死去したことを発表。22歳没。葬儀は家族の意向により親族およびLDH関係者のみで執り行われた。

## 人物
- GENERATIONS from EXILE TRIBEの佐野玲於とは幼い頃からの友人であり、ダンスのライバルでもあった[5]。

## 出演

### ミュージックビデオ
- EXILE「EXILE PRIDE 〜こんな世界を愛するため〜」（2013年）

### ライブ
- a-nation（2005年 - 2007年） - ACT dancer
- TRF Life-e-Motions TOUR 2006（2006年） - バックダンサー
- TRF COMPLETE BEST LIVE from 15th Anniversary Tour -MEMORIES-2007（2007年） - バックダンサー
- EXILE LIVE TOUR 2007 "EXILE EVOLUTION"（2007年） - サポートダンサー
- EXILE LIVE TOUR "EXILE PERFECT LIVE 2008"（2008年） - サポートダンサー
- EXILE TRIBE LIVE TOUR 2012 ～TOWER OF WISH～（2012年） - サポートダンサー
- EXILE LIVE TOUR 2013 "EXILE PRIDE"（2013年） - サポートダンサー
- EXILE TRIBE PERFECT YEAR LIVE TOUR TOWER OF WISH 2014（2014年） - サポートダンサー
- 三代目 J Soul Brothers LIVE TOUR 2014 "BLUE IMPACT"（2014年） - サポートダンサー
- 三代目 J Soul Brothers LIVE TOUR 2015 "BLUE PLANET"（2015年） - サポートダンサー
- EXILE LIVE TOUR 2015 "AMAZING WORLD"（2015年） - サポートダンサー
- GENERATIONS LIVE TOUR 2016 "SPEEDSTER" (2016年) ｰサポートダンサー
- HiGH&LOW THE LIVE（2016年） - サポートダンサー
- 三代目 J Soul Brothers LIVE TOUR 2016-2017 "METROPOLIZ"（2016年 - 2017年）サポートダンサー
- GENERATIONS LIVE TOUR 2017 "MADCYCLONE"(2017年)－サポートダンサー

### その他
- Follow Your Dreams feat.Afrojack(LDH Official Company Trailer 2017) - 出演

## お別れの会
- In Loving Memory 〜FANTASTICS 中尾翔太〜（2018年）[6]
  - 8月25日、8月26日：東京・品川グランドホール
  - 8月25日、8月26日：愛知・名古屋コンベンションホール

## 備考
ファン太郎
中尾翔太がデザインしたキャラクター。